# Schwarzkogel (Ötztalalperna)
Schwarzkogel är en bergstopp i Österrike.   Den ligger i distriktet Imst och förbundslandet Tyrolen, i den västra delen av landet. Toppen på Schwarzkogel är 3 016 meter över havet.
Den högsta punkten i närheten är Puitkogel, 3 345 meter över havet, 2,9 km nordväst om Schwarzkogel. Närmaste större samhälle är Sölden, 4,7 km öster om Schwarzkogel. 
Trakten runt Schwarzkogel består i huvudsak av alpin tundra och kala bergstoppar.